# Stroma (góra)

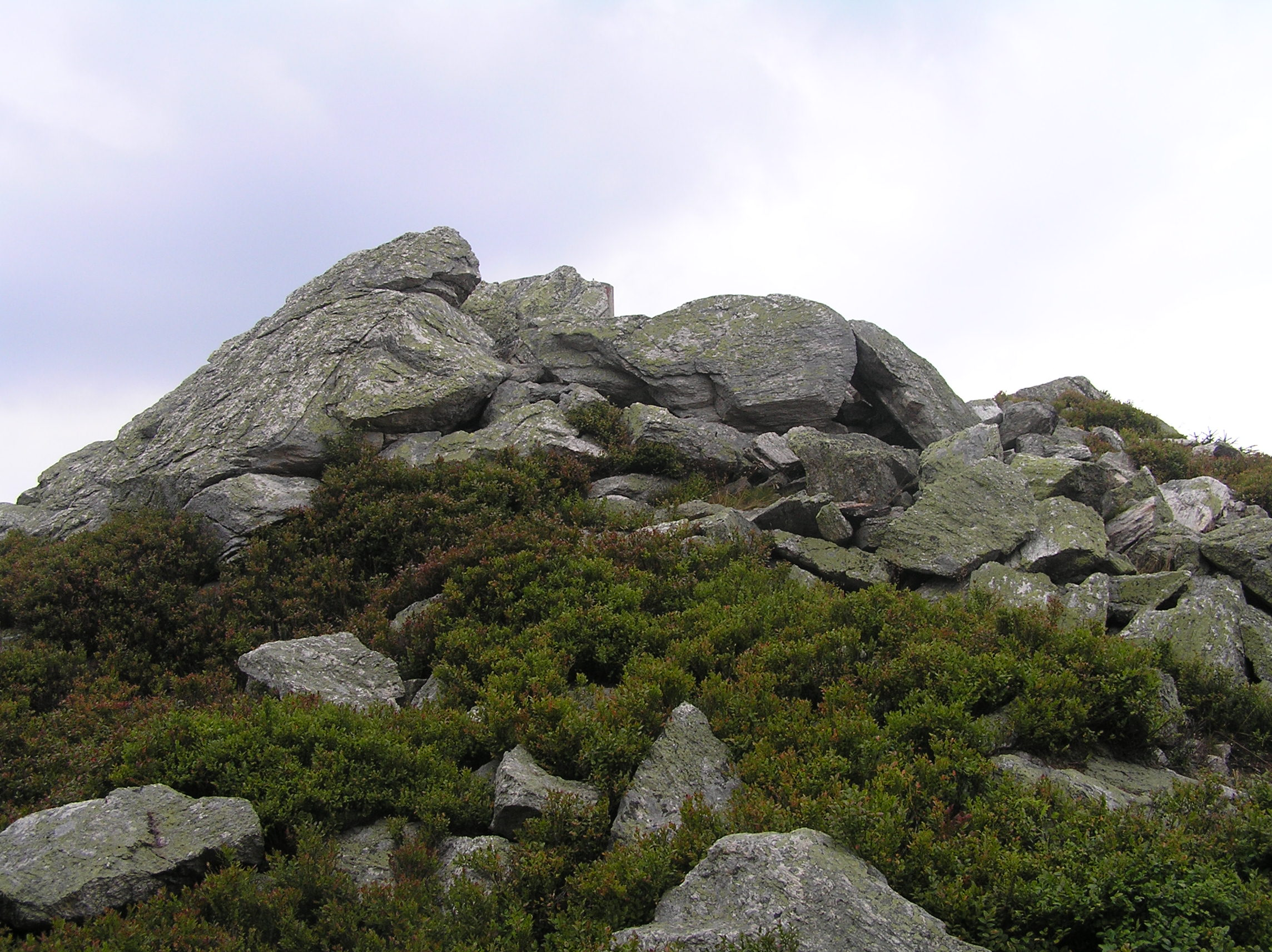
Skałki na szczycie Stromej

Stroma (niem. Riemer Koppe, inna nazwa: Lesień) – góra ze szczytem na wysokości 1167 m n.p.m. znajdująca się w północnym ramieniu Masywu Śnieżnika, w Sudetach, w pobliżu Kletna. Opada stromo w kierunku zachodnim i północnym do doliny Kleśnicy.

## Geologia i przyroda
Szczyt i wschodnie zbocza Stromej zbudowane są z gnejsów śnieżnickich, natomiast zachodnie zbocza z łupków łyszczykowych, w których znajdują się soczewy wapieni krystalicznych (marmurów), kwarcytów oraz amfibolitów. W jej wnętrzu znajduje się atrakcyjna turystycznie Jaskinia Niedźwiedzia udostępniona do zwiedzania. Na szczycie Stromej znajdują się skałki i usypiska głazów.
Masyw Stromej, oprócz części szczytowej, prawie w całości porośnięty jest lasem świerkowym regla dolnego. Zachodnie i północno-zachodnie zbocza Stromej obejmuje rezerwat przyrody Jaskinia Niedźwiedzia, w którym występuje ciekawa roślinność wapieniolubna, fragmenty lasu bukowego oraz dobrze zachowane i bogate zbiorowisko licznych gatunków roślin alpejskich i karpackich.

## Szlaki turystyczne
Przez masyw Stromej i w jej rejonie przebiegają następujące szlaki turystyczne:
- - szlak turystyczny niebieski, międzynarodowy szlak turystyczny Atlantyk - Morze Czarne E3 z Nowej Morawy do Starego Gierałtowa[1], przechodzący nad Stromą i następnie północno-wschodnim zboczem,
- - szlak turystyczny żółty prowadzący ze Stronia Śląskiego przez Kletno na Halę pod Śnieżnikiem[1], przebiegający podnóżem Stromej w dolinie Kleśnicy,
- - szlak rowerowy zielony, prowadzący doliną Kleśnicy i Duktem Nad Cisowym Rozdołem,
- – szlak rowerowy czarny, długodystansowa międzynarodowa trasa rowerowa ER-2 Liczyrzepa, trawersująca zachodnie i północne zbocze Stromej i prowadząca Duktem Nad Cisowym Rozdołem,
- - szlak narciarski czerwony, prowadzący doliną Kleśnicy i Duktem Nad Cisowym Rozdołem oraz powyżej, trawersując zachodnie i północne zbocze Stromej,
- - szlak narciarski zielony, prowadzący po trasie niebieskiego szlaku pieszego, skręcając pod Porębkiem w dół do doliny Kleśnicy.